# Gorenje
Gorenje este o companie slovenă producătoare de electrocasnice, înființată în anii 1950, ca producător de echipamente agricole. Compania are sediul la Velenje, Slovenia. În iunie 2018, Gorenje a fost cumparată de compania chineza Hisense.

5.42%
Număr de angajați în 2007: 11.600
Cifra de afaceri în 2007: 1,29 miliarde euro

Gorenje

Venit net în 2007: 23,7 milioane euro

## Gorenje în România
Gorenje deține circa 5%-6% din piața de electrocasnice din România. Compania importă în România circa 300 de modele de produse electrocasnice, care sunt distribuite în peste 1.000 de magazine.
Cifra de afaceri în 2007: 20 milioane euro